# Coelosis sylvanus
Coelosis sylvanus är en skalbaggsart som beskrevs av Fabricius 1775. Coelosis sylvanus ingår i släktet Coelosis och familjen Dynastidae. Inga underarter finns listade i Catalogue of Life.